# ハンネマニア
ハンネマニア（学：Hunnemannia）は、ケシ科に含まれる属の一つ。ハンネマニア・フマリーフォリア（H. fumariifolia）一種のみで構成される。フンネマニアとも呼ばれる。

## 特徴
メキシコ中部～北部の1000～1500mに自生する春播き一年草で、黄色い花を咲かせる。耐乾性に優れるが、耐暑性、耐寒性、耐湿性に乏しい。自生地では宿根草であるが、前述の性質から一年草として扱われている。花色は黄色のみで、灰色がかった葉を持つ。花は碗状で本種の英名の由来になっている。ケシ科の例に漏れず花弁は4枚で、非常に薄いため、光が透き通る。花の寿命はやや短い。種子は蒴果で鞘に覆われており、熟すと弾けて周囲に種子を散布する形態を取っている。

## 栽培方法
春に播種すると９～１１月頃に花を見る事が出来る。酸性土壌を非常に嫌うので、土壌に苦土石灰を撒布して中和する必要がある。また、移植されるのも嫌う為、移植の際は根鉢を崩さない様に気を付けて移植をする必要がある。貧栄養の土壌でも育つので、過剰な施肥に注意する。

## 名称について
学名はイギリスの植物学者、ジョン・ハンネマン氏からであり、英名は、メキシコに自生していて、上向きに咲く椀状の花がチューリップを髣髴とさせる事にちなむ。

## 種
フマリーフォリア一種のみが認められる。
- ハンネマニア・フマリーフォリア（Hunnemannia fumariifolia）